# Móric szász választófejedelem
I. Móric (1521. március 21. – 1553. július 9.) Szászország uralkodó hercege, majd választófejedelme 1547-től haláláig.

## Szász hercegként
A szász uralkodóház Albert-ágának leszármazottja. A reformáció idején lett Szászország uralkodó hercege. Bár evangélikus volt, cselekedeteit azonban inkább politikai, mint vallási érdekek vezették. Elárulva korábbi szövetségeseit, szövetségre lépett V. Károly német-római császárral, cserébe másod-unokatestvérének, I. János Frigyes szász választófejedelemnek címéért és birtokaiért. Ígéretéhez híven V. Károly oldalán harcolt a schmalkaldeni szövetség elleni háborúban, és az 1547-es mülhbergi csata után megkapta a választófejedelmi címet és az Ernő-ági Szászország egy részét.

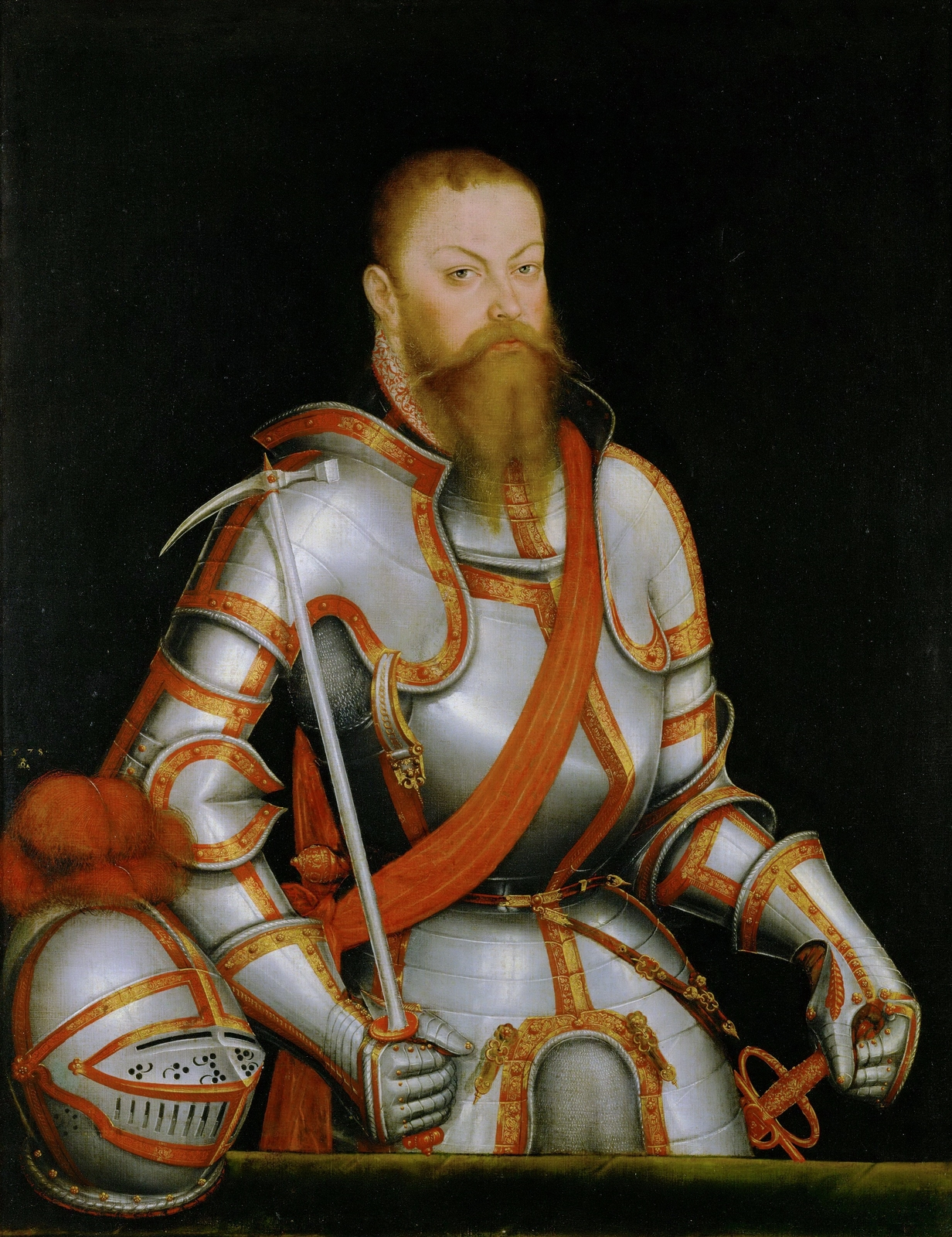
Móric választófejedelem páncélban és harci kalapáccsal. Ifjabb Lucas Cranach festménye

1542-ben a császár felhívására Móric herceg csatlakozott a Ferdinánd osztrák főherceg támogatására II. Joachim brandenburgi választófejedelem főparancsnoksága alatt Magyarországra vonuló törökellenes birodalmi hadjáratban. Szász csapataival harcolt Buda sikertelen ostromában.

## Szászország választófejedelme
A protestánsok egyik vezére és egyben Móric választófejedelem apósa, Hesseni Fülöp és unokafivére, I. János Frigyes is a császár fogságába került. Mivel a német császár méltatlanul bánt foglyaival, így Móric hamar szembefordult volt megbízójával. Ezért a Magdeburg ellen felállított hadat saját céljaira használta fel, és 1551-ben szövetséget kötött az akkori francia királlyal, II. Henrikkel.
Az ezt követő belháború, az úgynevezett „fejedelmek felkelése” (Fürstenaufstand) során Móric herceg kis híján elfogta V. Károly császárt Innsbruckban. Ezután Móric már rá tudta kényszeríteni a császárt, hogy bocsássa szabadon két fejedelmi foglyát, és 1552-ben kösse meg a protestánsok és a katolikusok közti passaui békeszerződést. A következő évben, 1553-ban Móric választófejedelem egy kisebb csatában halálos sebet kapott és életét vesztette.